# Sydamerikanska mästerskapet i fotboll 1956
Sydamerikanska mästerskapet i fotboll 1956 spelades i Montevideo, Uruguay från 21 januari till 15 februari 1956. Uruguay vann före Chile. Enrique Hormazábal från Chile blev turneringens skyttekung, och noterades för 4 fullträffar. Samtliga matcher spelades på fotbollsarenan Estadio Centenario i Montevideo.

## Domare
- Juan Regis Brozzi (Argentina)
- Sergio Bustamante (Chile)
- João Baptista Laurito (Brasilien)
- Cayetano de Nicola (Paraguay)
- Washington Rodríguez (Uruguay)

## Gruppspel
| Nr | Lag       | S | V | O | F | GM | IM | MS | P |
| -- | --------- | - | - | - | - | -- | -- | -- | - |
| 1  | Uruguay   | 5 | 4 | 1 | 0 | 9  | 3  | +6 | 9 |
| 2  | Chile     | 5 | 3 | 0 | 2 | 11 | 8  | +3 | 6 |
| 3  | Argentina | 5 | 3 | 0 | 2 | 5  | 3  | +2 | 6 |
| 4  | Brasilien | 5 | 2 | 2 | 1 | 4  | 5  | −1 | 6 |
| 5  | Paraguay  | 5 | 0 | 2 | 3 | 3  | 8  | −5 | 2 |
| 6  | Peru      | 5 | 0 | 1 | 4 | 6  | 11 | −5 | 1 |

| Hemma \ Borta | Argentina | Brasilien | Chile | Paraguay | Peru  | Uruguay |
| Argentina     | —         |           | 2 – 0 | 1 – 0    | 2 – 1 |         |
| Brasilien     | 1 – 0     | —         |       | 0 – 0    | 2 – 1 |         |
| Chile         |           | 4 – 1     | —     | 2 – 0    | 4 – 3 |         |
| Paraguay      |           |           |       | —        | 1 – 1 |         |
| Peru          |           |           |       |          | —     |         |
| Uruguay       | 1 – 0     | 0 – 0     | 2 – 1 | 4 – 2    | 2 – 0 | —       |

|  | 21 januari | Uruguay                                | 4 – 2   | Paraguay            | Estadio Centenario, Montevideo                       |                                                      |
|  |            | Míguez 12′ Escalada 25′, 32′ Roque 65′ | (3 – 0) | Rolón 81′ Gómez 89′ | Publik: 55 000 Domare: Juan Regis Brozzi (Argentina) | Publik: 55 000 Domare: Juan Regis Brozzi (Argentina) |
|  |            |                                        |         |                     | Publik: 55 000 Domare: Juan Regis Brozzi (Argentina) | Publik: 55 000 Domare: Juan Regis Brozzi (Argentina) |
|  |            |                                        |         |                     | Publik: 55 000 Domare: Juan Regis Brozzi (Argentina) | Publik: 55 000 Domare: Juan Regis Brozzi (Argentina) |

|  | 22 januari | Argentina            | 2 – 1   | Peru      | Estadio Centenario, Montevideo                        |                                                       |
|  |            | Sívori 43′ Vairo 51′ | (1 – 0) | Drago 56′ | Publik: 16 000 Domare: Washington Rodríguez (Uruguay) | Publik: 16 000 Domare: Washington Rodríguez (Uruguay) |
|  |            |                      |         |           | Publik: 16 000 Domare: Washington Rodríguez (Uruguay) | Publik: 16 000 Domare: Washington Rodríguez (Uruguay) |
|  |            |                      |         |           | Publik: 16 000 Domare: Washington Rodríguez (Uruguay) | Publik: 16 000 Domare: Washington Rodríguez (Uruguay) |

|  | 24 januari | Chile                                       | 4 – 1   | Brasilien    | Estadio Centenario, Montevideo                       |                                                      |
|  |            | Hormazábal 8′, 83′ Meléndez 65′ Sánchez 71′ | (1 – 1) | Maurinho 38′ | Publik: 18 000 Domare: Juan Regis Brozzi (Argentina) | Publik: 18 000 Domare: Juan Regis Brozzi (Argentina) |
|  |            |                                             |         |              | Publik: 18 000 Domare: Juan Regis Brozzi (Argentina) | Publik: 18 000 Domare: Juan Regis Brozzi (Argentina) |
|  |            |                                             |         |              | Publik: 18 000 Domare: Juan Regis Brozzi (Argentina) | Publik: 18 000 Domare: Juan Regis Brozzi (Argentina) |

|  | 28 januari | Uruguay                 | 2 – 0   | Peru | Estadio Centenario, Montevideo                       |                                                      |
|  |            | Escalada 42′ Míguez 73′ | (1 – 0) |      | Publik: 70 000 Domare: Cayetano de Nicola (Paraguay) | Publik: 70 000 Domare: Cayetano de Nicola (Paraguay) |
|  |            |                         |         |      | Publik: 70 000 Domare: Cayetano de Nicola (Paraguay) | Publik: 70 000 Domare: Cayetano de Nicola (Paraguay) |
|  |            |                         |         |      | Publik: 70 000 Domare: Cayetano de Nicola (Paraguay) | Publik: 70 000 Domare: Cayetano de Nicola (Paraguay) |

|  | 29 januari | Brasilien | 0 – 0 | Paraguay | Estadio Centenario, Montevideo                   |  |
|  |            |           |       |          | Publik: 45 000 Domare: Sergio Bustamante (Chile) |  |
|  |            |           |       |          |                                                  |  |
|  |            |           |       |          |                                                  |  |

|  | 29 januari | Argentina       | 2 – 0   | Chile | Estadio Centenario, Montevideo                                                                 |                                                                                                |
|  |            | Labruna 9′, 79′ | (1 – 0) |       | Publik: 45 000 · Domare: João Baptista Laurito (Brasilien) · Rött kort: Cucchiaroni, ARG (75') | Publik: 45 000 · Domare: João Baptista Laurito (Brasilien) · Rött kort: Cucchiaroni, ARG (75') |
|  |            |                 |         |       | Publik: 45 000 · Domare: João Baptista Laurito (Brasilien) · Rött kort: Cucchiaroni, ARG (75') | Publik: 45 000 · Domare: João Baptista Laurito (Brasilien) · Rött kort: Cucchiaroni, ARG (75') |
|  |            |                 |         |       | Publik: 45 000 · Domare: João Baptista Laurito (Brasilien) · Rött kort: Cucchiaroni, ARG (75') | Publik: 45 000 · Domare: João Baptista Laurito (Brasilien) · Rött kort: Cucchiaroni, ARG (75') |

|  | 1 februari | Brasilien              | 2 – 1   | Peru      | Estadio Centenario, Montevideo                        |                                                       |
|  |            | Alvaro 10′ Zezinho 80′ | (1 – 1) | Drago 42′ | Publik: 20 000 Domare: Washington Rodríguez (Uruguay) | Publik: 20 000 Domare: Washington Rodríguez (Uruguay) |
|  |            |                        |         |           | Publik: 20 000 Domare: Washington Rodríguez (Uruguay) | Publik: 20 000 Domare: Washington Rodríguez (Uruguay) |
|  |            |                        |         |           | Publik: 20 000 Domare: Washington Rodríguez (Uruguay) | Publik: 20 000 Domare: Washington Rodríguez (Uruguay) |

|  | 1 februari | Argentina     | 1 – 0   | Paraguay | Estadio Centenario, Montevideo                           |                                                          |
|  |            | Cecconato 54′ | (0 – 0) |          | Publik: 20 000 Domare: João Baptista Laurito (Brasilien) | Publik: 20 000 Domare: João Baptista Laurito (Brasilien) |
|  |            |               |         |          | Publik: 20 000 Domare: João Baptista Laurito (Brasilien) | Publik: 20 000 Domare: João Baptista Laurito (Brasilien) |
|  |            |               |         |          | Publik: 20 000 Domare: João Baptista Laurito (Brasilien) | Publik: 20 000 Domare: João Baptista Laurito (Brasilien) |

|  | 5 februari | Paraguay  | 1 – 1   | Peru        | Estadio Centenario, Montevideo                       |                                                      |
|  |            | Rolón 76′ | (0 – 0) | Andrade 61′ | Publik: 25 000 Domare: Juan Regis Brozzi (Argentina) | Publik: 25 000 Domare: Juan Regis Brozzi (Argentina) |
|  |            |           |         |             | Publik: 25 000 Domare: Juan Regis Brozzi (Argentina) | Publik: 25 000 Domare: Juan Regis Brozzi (Argentina) |
|  |            |           |         |             | Publik: 25 000 Domare: Juan Regis Brozzi (Argentina) | Publik: 25 000 Domare: Juan Regis Brozzi (Argentina) |

|  | 5 februari | Brasilien    | 1 – 0   | Argentina | Estadio Centenario, Montevideo                        |                                                       |
|  |            | Luisinho 88′ | (0 – 0) |           | Publik: 25 000 Domare: Washington Rodríguez (Uruguay) | Publik: 25 000 Domare: Washington Rodríguez (Uruguay) |
|  |            |              |         |           | Publik: 25 000 Domare: Washington Rodríguez (Uruguay) | Publik: 25 000 Domare: Washington Rodríguez (Uruguay) |
|  |            |              |         |           | Publik: 25 000 Domare: Washington Rodríguez (Uruguay) | Publik: 25 000 Domare: Washington Rodríguez (Uruguay) |

|  | 6 februari | Uruguay               | 2 – 1   | Chile             | Estadio Centenario, Montevideo                       |                                                      |
|  |            | Míguez 12′ Borges 58′ | (1 – 0) | Ramírez Banda 59′ | Publik: 60 000 Domare: Juan Regis Brozzi (Argentina) | Publik: 60 000 Domare: Juan Regis Brozzi (Argentina) |
|  |            |                       |         |                   | Publik: 60 000 Domare: Juan Regis Brozzi (Argentina) | Publik: 60 000 Domare: Juan Regis Brozzi (Argentina) |
|  |            |                       |         |                   | Publik: 60 000 Domare: Juan Regis Brozzi (Argentina) | Publik: 60 000 Domare: Juan Regis Brozzi (Argentina) |

|  | 9 februari | Chile                                              | 4 – 3   | Peru                                        | Estadio Centenario, Montevideo                      |                                                     |
|  |            | Hormazábal 15′ Muñoz 34′ Fernández 70′ Sánchez 86′ | (2 – 1) | Castillo 22′ Mosquera 57′ Gómez Sánchez 80′ | Publik: 5 000 Domare: Juan Regis Brozzi (Argentina) | Publik: 5 000 Domare: Juan Regis Brozzi (Argentina) |
|  |            |                                                    |         |                                             | Publik: 5 000 Domare: Juan Regis Brozzi (Argentina) | Publik: 5 000 Domare: Juan Regis Brozzi (Argentina) |
|  |            |                                                    |         |                                             | Publik: 5 000 Domare: Juan Regis Brozzi (Argentina) | Publik: 5 000 Domare: Juan Regis Brozzi (Argentina) |

|  | 10 februari | Uruguay | 0 – 0 | Brasilien | Estadio Centenario, Montevideo                       |  |
|  |             |         |       |           | Publik: 80 000 Domare: Juan Regis Brozzi (Argentina) |  |
|  |             |         |       |           |                                                      |  |
|  |             |         |       |           |                                                      |  |

|  | 12 februari | Chile                            | 2 – 0   | Paraguay | Estadio Centenario, Montevideo                       |                                                      |
|  |             | Hormazábal 41′ Ramírez Banda 51′ | (1 – 0) |          | Publik: 4 000 Domare: Washington Rodríguez (Uruguay) | Publik: 4 000 Domare: Washington Rodríguez (Uruguay) |
|  |             |                                  |         |          | Publik: 4 000 Domare: Washington Rodríguez (Uruguay) | Publik: 4 000 Domare: Washington Rodríguez (Uruguay) |
|  |             |                                  |         |          | Publik: 4 000 Domare: Washington Rodríguez (Uruguay) | Publik: 4 000 Domare: Washington Rodríguez (Uruguay) |

|  | 15 februari | Uruguay     | 1 – 0   | Argentina | Estadio Centenario, Montevideo                       |                                                      |
|  |             | Ambrois 23′ | (1 – 0) |           | Publik: 80 000 Domare: Cayetano de Nicola (Paraguay) | Publik: 80 000 Domare: Cayetano de Nicola (Paraguay) |
|  |             |             |         |           | Publik: 80 000 Domare: Cayetano de Nicola (Paraguay) | Publik: 80 000 Domare: Cayetano de Nicola (Paraguay) |
|  |             |             |         |           | Publik: 80 000 Domare: Cayetano de Nicola (Paraguay) | Publik: 80 000 Domare: Cayetano de Nicola (Paraguay) |

## Målskyttar
4 mål
- Enrique Hormazábal.

3 mål
- Guillermo Escalada, Óscar Míguez

2 mål
- Labruna
- Jaime Ramírez Banda, Leonel Sánchez
- Máximo Rolón Libertad
- Roberto Drago

1 mål
- Carlos Cecconato, Omar Sívori, Federico Vairo
- Alvaro, Luizinho, Maurinho, Zezinho
- José Fernández, Manuel Muñoz, René Meléndez
- Antonio Gómez
- Isaac Andrade, Félix Castillo, Oscar Gómez Sánchez, Máximo Mosquera
- Javier Ambrois, Carlos Borges, Walter Roque